# Parafia św. Mikołaja w Świebodzicach
Parafia pw. św. Mikołaja w Świebodzicach – parafia rzymskokatolicka w Świebodzicach pod wezwaniem św. Mikołaja. Parafia znajduje się w dekanacie świebodzickim w diecezji świdnickiej.

## Historia parafii

### Kościół parafialny
Świątynia powstała najpewniej już w II  połowie XIII w. wraz z lokacją miasta. W 1268 r. poświadczony został kapłan ze Świebodzic, dla którego kościół w Pełcznicy (obecnie Ciernie) był jego kościołem macierzystym. W 1300 r. poświadczony został list odpustowy kościoła św. Mikołaja. W 1335 r. w regestrze dziesięcin nuncjusza papieskiego Gallhardusa  występuje kościół parafialny "in Wroburg".

## Wspólnoty parafialne
- Służba Liturgiczna
- Żywy Różaniec
- Bractwo Świętego Józefa
- Towarzystwo Przyjaciół Wyższego Seminarium Duchownego Diecezji Świdnickiej
- Związek Sybiraków
- Grupa pielgrzymkowa
- Schola dziecięca
- Schola parafialna
- Odnowa w Duchu Świętym[2]